# Ямки (Ставропольский край)
Ямки́ — посёлок в Грачёвском районе (муниципальном округе) Ставропольского края России.

## География
Через село проходит федеральная автомобильная дорога Р216 Астрахань — Ставрополь.
Расстояние до краевого центра: 47 км.
Расстояние до районного центра: 9 км.

## История
В 1972 году Указом Президиума ВС РСФСР посёлок отделения № 2 совхоза «Грачевский» переименован в Ямки.
До 16 марта 2020 года посёлок входил в состав сельского поселения Грачёвский сельсовет.

## Население
| 1989 | 2002 | 2010 | 2014 |
| ---- | ---- | ---- | ---- |
| 233  | ↗329 | ↘279 | ↗300 |

По данным переписи 2002 года в национальной структуре населения преобладают русские (74 %).

## Образование
- Детский сад № 14